# 徐爾穀
徐爾穀（？—1647年），字似之，嘉興府嘉興縣人，南明政治人物。

## 生平
徐爾穀是徐石麒的兒子，太學生出身，隆武帝授官中書舍人；而監國魯王則授與職方主事兼御史。吳昜起兵時他參與計劃，之後因要事躲藏在他的妻子孫氏家中，事洩後孫氏投水而死；弟弟孫鉅則一家被殺。徐爾穀的舊友毛和尚保護他逃脫，遷任太僕少卿，帶著部眾和糧餉依附松江的吳勝兆，不久吳勝兆事敗，他被擒拿到南京，審訊時仍不屈服。判官說：「父親是位忠臣，你一定是孝子。」於是被殺。和尚包囊他的屍體回鄉，同時藏匿他的兒子徐生甲。

## 引用
1. 1 2  錢海岳《南明史·卷三十·列傳第六》：（徐石麒）子爾穀，字似之，太學生。紹宗授中書舍人，魯王授職方主事兼御史。吳昜軍起，與其謀。昜有緩急，匿爾穀妻孫家，事露，孫赴水死，弟鉅一門從死。
2. ↑  錢海岳《南明史·卷三十·列傳第六》：有毛和尚者，與爾穀雅故，先期護之得脫。遷太僕少卿。率眾持糧依吳勝兆嵩江。事敗，被執至南京，對簿無撓詞。訊者曰：「而父忠臣，汝定孝子。」遂遇害。和尚囊屍歸，并匿其子生甲。